# Mimoso de Goiás
Mimoso de Goiás là một đô thị thuộc bang Goiás, Brasil. Đô thị này có diện tích 1386,91 km², dân số năm 2007 là 2100 người, mật độ 1,5 người/km².